# Full Moon, Dirty Hearts
 (mai 2020).
Albums de INXS
Welcome to Wherever You Are
(1992) Elegantly Wasted
(1997)
Singles
1. The Gift
Sortie : 23 octobre 1993
2. Please (You Got That...)
Sortie : 11 décembre 1993
3. Time
(Japon et Australie uniquement)
Sortie : 6 février 1994
4. Freedom Deep
(Japon et Australie uniquement)
Sortie : Avril 1994

Full Moon, Dirty Hearts est le neuvième album du groupe de rock australien INXS, sorti en novembre 1993.

## Présentation
De cet album sont extraits quatre singles dont Please (You Got That...) (en décembre 1993) auquel collabore, au chant, Ray Charles. Un second morceau, la chanson-titre Full Moon, Dirty Hearts, bénéficie également du featuring de la chanteuse et guitariste américaine du groupe  The Pretenders, Chrissie Hynde mais ne sera pas édité en tant que single.
Le manager du groupe, Chris Murphy (en), a arrangé des vidéos pour chaque chanson de l'album. Douze vidéos sont ainsi tournées sur un petit budget par différents réalisateurs australiens émergents.
L'édition japonaise de l'album comprend une reprise de Born to Be Wild, une chanson écrite par Mars Bonfire (en) pour le groupe Steppenwolf en 1968, et spécialement enregistrée par INXS pour le lancement, en avril 1993, de Virgin Radio au Royaume-Uni.

## Liste des titres
Toutes les chansons sont écrites et composées par Andrew Farriss et Michael Hutchence, sauf annotation.
| 1.    | Days of Rust                                                            | 3:09 |
| 2.    | The Gift (Extended Mix) (Kirk Pengilly, Jon Farriss, Michael Hutchence) | 5:05 |
| 3.    | Make Your Peace                                                         | 2:41 |
| 4.    | Time                                                                    | 2:54 |
| 5.    | I'm Only Looking                                                        | 3:31 |
| 6.    | Please (You Got That...) (featuring Ray Charles)                        | 3:04 |
| 7.    | Full Moon, Dirty Hearts (featuring Chrissie Hynde)                      | 3:31 |
| 8.    | Freedom Deep                                                            | 3:59 |
| 9.    | Kill the Pain                                                           | 3:01 |
| 10.   | Cut Your Roses Down                                                     | 3:29 |
| 11.   | The Messenger                                                           | 3:29 |
| 12.   | Viking Juice                                                            | 3:13 |
| 41:07 |                                                                         |      |

| Titre bonus - Édition japonaise (EastWest Japan, MMA Music, 10 décembre 1993) | Titre bonus - Édition japonaise (EastWest Japan, MMA Music, 10 décembre 1993) | Titre bonus - Édition japonaise (EastWest Japan, MMA Music, 10 décembre 1993) | Titre bonus - Édition japonaise (EastWest Japan, MMA Music, 10 décembre 1993) | Titre bonus - Édition japonaise (EastWest Japan, MMA Music, 10 décembre 1993) | Titre bonus - Édition japonaise (EastWest Japan, MMA Music, 10 décembre 1993) | Titre bonus - Édition japonaise (EastWest Japan, MMA Music, 10 décembre 1993) | Titre bonus - Édition japonaise (EastWest Japan, MMA Music, 10 décembre 1993) | Titre bonus - Édition japonaise (EastWest Japan, MMA Music, 10 décembre 1993) | Titre bonus - Édition japonaise (EastWest Japan, MMA Music, 10 décembre 1993) |
| No                                                                            | Titre                                                                         | Durée                                                                         |                                                                               |                                                                               |                                                                               |                                                                               |                                                                               |                                                                               |                                                                               |
| ----------------------------------------------------------------------------- | ----------------------------------------------------------------------------- | ----------------------------------------------------------------------------- | ----------------------------------------------------------------------------- | ----------------------------------------------------------------------------- | ----------------------------------------------------------------------------- | ----------------------------------------------------------------------------- | ----------------------------------------------------------------------------- | ----------------------------------------------------------------------------- | ----------------------------------------------------------------------------- |
| 13.                                                                           | Born to Be Wild (Mars Bonfire (en))                                           | 3:51                                                                          |                                                                               |                                                                               |                                                                               |                                                                               |                                                                               |                                                                               |                                                                               |
| 44:59                                                                         |                                                                               |                                                                               |                                                                               |                                                                               |                                                                               |                                                                               |                                                                               |                                                                               |                                                                               |

## Crédits
| - Michael Hutchence : chant - Garry Gary Beers : basse - Andrew Farriss : guitare, claviers - Jon Farriss : batterie, percussions - Tim Farriss : guitare - Kirk Pengilly : guitare, saxophone, chant - John Kirk (invité) : trompette (sur I'm Only Looking) | - Production : INXS, Mark Opitz (en) - Ingénierie : Niven Garland - Ingénierie (assistants) : Alex Firla, Ben Fenner, Bruce Keen, John Mansey, Max Carola, Melissa van Twest, Pete Lewis, Randy Wine - Mastering : Kevin Metcalfe - Mixage : Bob Clearmountain, Mark Opitz, Niven Garland - Design : INXS, Michael Nash - Photographie : Enrique Badulescu, Garry Beers, Katerina Jebb, Leslie Farriss |

## Ventes et certifications
| Région                                                               | Certification | Ventes/Streams |
| -------------------------------------------------------------------- | ------------- | -------------- |
| Australie (ARIA)                                                     | Or            | 35 000^        |
| Royaume-Uni (BPI)                                                    | Or            | 100 000^       |
| États-Unis (RIAA)                                                    |               | 152 000        |
| *Ventes selon la certification ^Mise en rayon selon la certification |               |                |